# 疲労
疲労（ひろう、英: Fatigue）は、無力とは異なる主観的感覚であり、徐々に始まる。無力とは異なり、疲労は休息（睡眠）によって軽減することができる。

## 概要
疲労には身体的原因と精神的原因がある。
身体的疲労は最適な身体能力を維持するための筋肉の一時的な能力の低下であり、強い身体運動によってよりひどくなる。精神的疲労は長期の認知活動が原因となる最大認知能力の一時的低下である。精神的疲労は傾眠（眠気）、無気力、選択的注意の疲労として現われうる。
医学的には、疲労は非特異的症状である。これは、多くの考えられる原因があり、多くの異なる状態を伴うことを意味する。疲労は徴候よりはむしろ症状と見なされている。これは、疲労が他者によって観察できる客観的なものではなく、患者によって報告される主観的感覚であるためである。疲労と「疲労感」はしばしば混同される。
疲労は疼痛、発熱と並んで生体の3大危険信号と言われ、身体にとって生命と健康を維持する上で重要な信号のひとつである。健常者における生理的疲労は、精神あるいは身体に負荷を与えた際に作業効率（パフォーマンス）が一過性に低下した状態と定義できる。通常、休息を求める欲求と不快感（いわゆる倦怠感）を伴うことが多い。病者における疲労（病的疲労）では、悪性腫瘍や糖尿病、慢性疲労症候群、多発性硬化症のように、負荷の少ない状態でも慢性的な作業効率の低下や倦怠感を認めることもある。

## 疲労の生理学

### 疲労の分類
疲労は、末梢性疲労と中枢性疲労に分類される。末梢性疲労とは、脳以外の身体（末梢）、すなわち筋肉などに由来する疲労感覚を感じる状態である。中枢性疲労とは、脳が主体となって疲労を感じている状態である。
また、病的かどうかにより分類すると、生理的疲労と病的疲労に区別される。生理的疲労とは、基礎疾患のないもので、自然の状態で回復が可能な範囲で、活動量が休養のレベルを上回る場合に現れるものである。病的疲労とは、癌、AIDS等の身体疾患やうつ病、統合失調症、睡眠障害等の精神疾患が存在する場合や、慢性疲労症候群、線維筋痛症等持続的な疲労を特徴とする疾患による疲労のことである。病的疲労には発熱、リンパ節の腫れ、記憶障害などの他覚症状を伴うこともある。鉄欠乏性貧血でも、息切れや疲れやすさを呈する。
疲労が持続する期間では1ヶ月以上、6ヶ月未満続くと遷延性疲労、6ヶ月以上のものは慢性疲労と呼ばれる。なお、慢性疲労は慢性疲労症候群とは異なるものである。

### 他覚的疲労と自覚的疲労感
筋肉の運動量（走行時間等）等の客観的指標で評価した疲労度と、自覚的に感じる疲労の感覚（疲労感）は、乖離することが多い。精神的な要因に大きく影響され、個人差も大きい。例えば、気分が高揚しているような場合は、通常では疲労を感じるような仕事量でも、疲労を感じないことがある。このことは、疲労についての客観的な判定基準が作りにくい原因にもなっている。
又精神的な疲れから、自我を保てない（俗に言うイライラ）になってしまい人間関係が崩れてしまうことがある。

### 疲労のメカニズム
疲労が生じるメカニズムとして、次のようなものが考えられている。
- エネルギー源（食事）の不足：食事により十分なエネルギーの摂取が行われないと、疲労が起こりやすくなる。
- エネルギー供給が十分でも、強度あるいは長時間の負荷により疲労は惹起される。骨格筋細胞や神経細胞に負荷が加わった際、過剰なフリーラジカルにより酸化ストレスの状態に晒されることで、細胞機能の低下やミトコンドリアにおけるATP産生能の低下を引き起こす。栄養供給が十分な日本においては、運動による身体疲労、デスクワークや運転による精神作業疲労は、むしろ、この酸化ストレスによる筋細胞あるいは神経細胞へのダメージにより引き起こされることが多いとされる。
- 脳の調整力の失調：思考や記憶を連続して行うことなどにより、脳の調整力が低下し、情報の処理がスムーズに行われなくなることで疲労する。
- セロトニン等による中枢性疲労

### 筋肉疲労との関わり
カエルの筋肉を使った研究に基づき 1929年に Hill らが提唱して以来、乳酸は筋肉疲労の原因物質として考えられてきた。これは、乳酸の蓄積によるアシドーシスにより収縮タンパクの機能が阻害されたためと理解された。しかし後の研究において、アシドーシスを筋肉疲労の原因とする説に対して反証が報告されてきた。そして2001年に Nielsen らによって、細胞外に蓄積したカリウムイオン K+ が筋肉疲労の鍵物質であることが報告された。Nielsen らの系では、K+ の添加により弱められた筋標本について乳酸などの酸を添加すると、従来の説とは逆に回復がみられた。2004年の Pedersen らの報告でも、pH が小さいときに塩化物イオンの細胞透過性が落ちることが示され、アシドーシスに筋肉疲労を防ぐ作用があることが示唆された。また、強度の高い運動ではATPやクレアチンリン酸の分解でリン酸が蓄積する。このリン酸はカルシウムと結合しやすく、カルシウムがリン酸と結合してしまうと筋収縮に必須のカルシウムの働きが悪くなる。これが疲労の原因の一つと考えられている。カルシウムは本来筋小胞体に貯められ、筋小胞体から出ることで筋肉は収縮し、筋小胞体に戻れば筋肉は弛緩する。

## 疲労の回復と予防

### 方法
疲労を回復するために有効と考えられる方法には、次のようなものがある。
- 睡眠[13]
- 入浴
- マッサージ、指圧
- ストレッチ、体操等の軽い運動
- 音楽療法、アロマセラピー等
- 笑い
- 薬、イミダゾールジペプチド（バレニン、カルノシン、アンセリンなど）
- 嗜好品（茶、コーヒー、酒等）

これ以外にも各種の方法があるが、代替医療の一部に見られるように、科学的に疲労回復の効果が認められているとは言い難いものも存在する。

### 超回復期
仕事や運動に伴い、疲労により体の機能が低下した場合に、休養を取ることで体の機能を回復することができる。休養の後、一時的に体の機能が高まることがあり、超回復期と呼ばれる。しかし、休養が不足すると、体の機能は次第に低下する。

### 予防
日常的に運動を行い体力を強化することで、疲労物質の蓄積が遅くなったり、代謝効率が良くなったりするため、疲労を軽減することができるようになる。ただし、運動を行うことで一時的には体力を消耗して疲労が蓄積することになる。しかしながら、運動を継続して体力が増強していくと疲労に対する耐性や許容量は高まっていくため徐々に疲れにくくなり、長期的には疲労の防止に繋がる。
それ以外には、一般的に次のような方法が有効である。ただし、疲労を完全に予防することはできない。
1. 摂取カロリーが不足している場合、糖分などエネルギー源となる食事を十分に摂取する。
栄養素をバランスよく摂取することが重要である。特にタンパク質は、疲労によって低下した身体機能の修復に重要な働きを持つ。
2. 過度の運動や精神作業時に強い酸化ストレスに曝されないようイミダゾールジペプチドなど抗酸化物質を補う。
3. 水分およびミネラルを適度に補給する。
4. 適度な休息をとり、中枢の調整力が維持できるようにする。また、規則正しい生活を心掛ける。

## 疲労と社会
疲労は現代人の大部分が日常的に感じているといわれ、労働力低下等の経済的問題も引き起こす。
また、過度の労働が原因となって病的疲労や過労死・過労自殺が生じた場合、労働災害として認められる場合がある。
なお、疲労した状態で自動車を運転する疲労運転（ひろううんてん）または過労運転（かろううんてん）は、重大な事故（交通事故）を引き起こす原因になりかねないことから、道路交通法における違反点数は「25点」とされる。
ちなみに、スポーツ選手のパフォーマンスが低下し、その原因がわからない場合、原因は疲労である可能性が高いが、現在の科学でもスポーツ選手の疲労についてはあまりわかっていない。専門家たちは、大会前に身体活動を徐々に減らすことを検討している。